# Lupionópolis
Lupionópolis este un oraș în Paraná (PR), Brazilia.